# Aleksander Małachowski

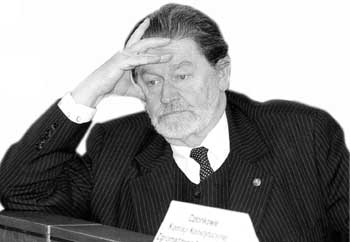
Aleksander Malachowski

Aleksander Maria Małachowski (* 23. November 1924 in Lwów; † 26. Januar 2004 in Warschau) war ein polnischer Politiker (SP, UP) und 1992 bis 1993 Vorsitzender der Abgeordnetengruppe seiner Partei im Sejm, nachdem er zuvor 1991 Alterspräsident des Sejm gewesen war. Auch 1993 und 2001 eröffnete er die erste Sitzung der jeweiligen Wahlperiode als Alterspräsident. Insgesamt gehörte er dem Sejm von 1989 bis 1997 und von 2001 bis zu seinem Tode in der X. Wahlperiode der Volksrepublik sowie der I., II. und IV. Wahlperiode der Dritten Republik an.

## Leben und Beruf
Aleksander Małachowski, der der aus Großpolen stammenden Adelsfamilie Małachowscy entstammt, wurde im damals polnischen Lwów (heute Lwiw, Ukraine) geboren. Während der sowjetischen Besetzung Ostpolens im Zweiten Weltkrieg war er als Kurier, Verbindungsmann und Offizieranwärter im polnischen Widerstand tätig. Dabei wurde er zweimal vom NKWD festgenommen und in ein Gulag in der Nähe von Stalinogorsk verbracht, wo er in einem Steinkohlebergwerk Zwangsarbeit leisten musste. Nach dem Krieg studierte er Rechtswissenschaft und Soziologie an der Universität Breslau. Als er im Anschluss an sein Studium als Assistent tätig war, wurde er von der Universität relegiert, da er sich weigerte, dem offiziellen kommunistischen polnischen Jugendverband „Związek Młodzieży Polskiej“ beizutreten. Anschließend war er journalistisch tätig und gründete im Oktober 1956 die Zeitung „Fakty“ der Arbeiterrätebewegung (Rady Delegatów Robotniczych w Polsce). Er schrieb dort schwerpunktmäßig Reportagen über literarische und kulturelle Themen. Zudem gehörte er bis 1962 neben Jan Józef Lipski, Jan Olszewski oder Jerzy Urban dem Klub des Krummen Rades an, einem literarischen Diskussionskreis, dessen Teilnehmer die Politik Polens noch bis in die ersten Jahre des 21. Jahrhunderts mitbestimmen sollten. Er arbeitete in den Redaktionen von „Współczesność“ und „Kultura“ sowie im Radio und Fernsehen und hat über 70 Dokumentarfilme gedreht. Bei Telewizja Polska war er Mitautor verschiedener journalistischer Formate. Er gehörte dem Verein der Polnischen Schriftsteller an, der 1989 von regimekritischen Schriftstellern gegründet worden war. In den 1990er Jahren veröffentlichte er seine Kolumnen in Blättern wie „Wiadomościach Kulturalnych“, „Przeglądzie Tygodniowym“ und „Przeglądzie“. 1998 wurde er zum Präsidenten des Polnischen Roten Kreuzes gewählt. Aufgrund seines Gesundheitszustandes trat er im Dezember 2003 von diesem Amt zurück.

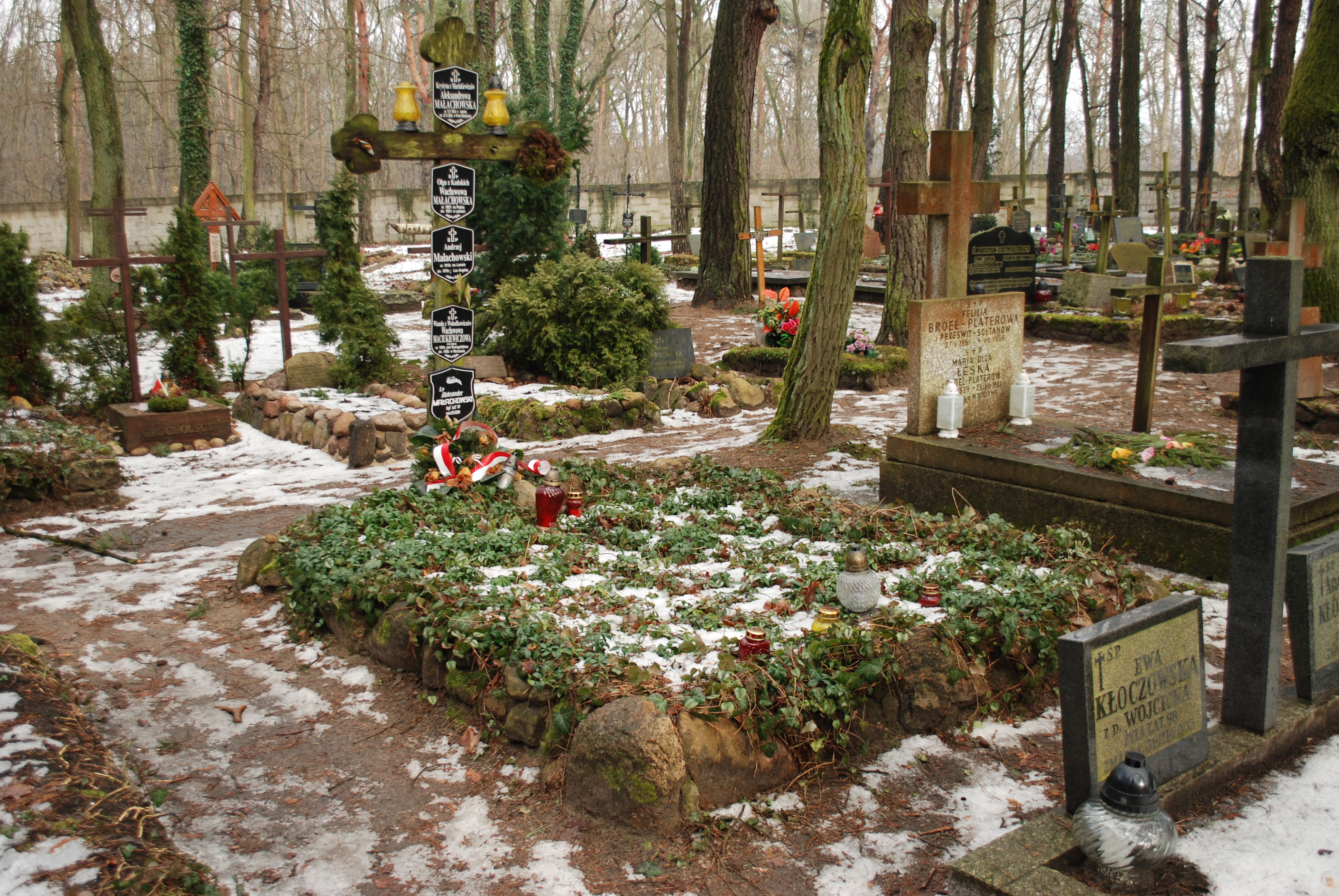
Familiengrab auf dem Waldfriedhof in Laski

Małachowski war zweimal verheiratet und hatte aus diesen Ehen insgesamt drei Söhne. Nach seinem Tod wurde er im Familiengrab auf dem Waldfriedhof in Laski bestattet.

## Politik
In der Zeit der Volksrepublik war Małachowski Mitbegründer von Solidarność und nahm am ersten Delegiertentreffen in Oliwa teil. Nach Verhängung des Kriegsrechts wurde er für etwa ein Jahr interniert.
Als nach den Verhandlungen am Runden Tisch 1989 161 der 460 Abgeordneten des Sejm frei gewählt wurden, konnte Małachowski für das Wahlkomitee der Solidarność ein Mandat erringen. Bei der Parlamentswahl 1991 wurde er als Mitglied der von ihm gegründeten Solidarność Pracy (SP) in den Sejm gewählt. Als ältester Abgeordneter eröffnete er (ebenso wie 1993 und 2001) die erste Sitzung der Wahlperiode und leitete die Wahl des Parlamentspräsidiums. 1992 beteiligte sich seine Partei an der Gründung der Unia Pracy (UP), deren Gruppenvorsitzender im Sejm er wurde. Bei der Parlamentswahl 1993 wurde er für die UP erneut in den Sejm gewählt und dort Vizemarschall. Nachdem die Unia Pracy bei der Parlamentswahl 1997 durch das Scheitern an der Sperrklausel aus dem Parlament ausgeschieden war, übernahm Małachowski bis 1998 den Parteivorsitz. Bei den Selbstverwaltungswahlen 1998 kandidierte er auf der Liste des Wahlbündnisses „Przymierze Społeczne“ für den Sejmik der Woiwodschaft Masowien, erhielt aber kein Mandat. Bei der Parlamentswahl 2001 kehrte er für das Wahlbündnis aus Unia Pracy und Sojusz Lewicy Demokratycznej noch einmal in den Sejm zurück, dem er bis zu seinem Tod angehörte. Für ihn rückte Jacek Zdrojewski nach.

## Auszeichnungen
- 1999: Komandoria Missio Reconciliationis
- 1999: Großkreuz des Ordens Polonia Restituta[9]
- 1999: Verdienstmedaille der Ökumenischen Stiftung Toleranz